# Крабовидная туманность
Крабови́дная тума́нность (M 1, NGC 1952, Taurus A) — газообразная туманность в созвездии Тельца, являющаяся остатком сверхновой SN 1054 и плерионом.
Туманность первым наблюдал Джон Бевис в 1731 году. Она стала первым астрономическим объектом, отождествлённым с историческим взрывом сверхновой, записанным китайскими астрономами в 1054 году. Расположенная на расстоянии около 6500 световых лет (2 кпк) от Земли, туманность имеет диаметр в 11 световых лет (3,4 пк) и расширяется со скоростью около 1500 километров в секунду.
В центре туманности находится пульсар «Crab Pulsar» (нейтронная звезда), 28—30 км в диаметре, который испускает импульсы излучения от гамма-лучей до радиоволн. В рентгеновском и гамма-диапазоне излучения свыше 30 кэВ этот пульсар является сильнейшим постоянным источником подобного излучения в нашей Галактике.
Туманность выступает в качестве источника излучения для изучения небесных тел, которые заслоняют её. В 1950-х и 1960-х годах излучение наблюдалось сквозь солнечную корону при исследовании сверхкороны, также в 2003 году измеряли толщину атмосферы спутника Сатурна — Титана по тому, как он блокировал рентгеновские лучи от туманности.

## История открытия
Туманность является остатками сверхновой, взрыв которой наблюдался, согласно записям китайских астрономов, 4 июля 1054 года. Вспышка была видна на протяжении 23 дней невооружённым глазом даже в дневное время. Вот как описывается это событие в 52 томе китайской хроники «Сун хуэй яо»:65:

Первоначально эта звезда стала видимой в пятую луну первого года периода Ши-Хо на восточном небе в созвездии Тьен-Куан. Она была видна днем подобно Венере, направляя лучи в разные стороны. Цвет ее был красно-белый. В общем она была видна днем 23 дня:65.
Оригинальный текст (кит.)初，至和元年五月，晨出東方，守天關，晝見如太白，芒角四出，色赤白，凡見二十三日

Появление данной сверхновой также засвидетельствовано в японских хрониках «Мэйгэцуки» и «Итидайёки», а также, возможно, на двух наскальных рисунках в Северной Аризоне, найденных в 1955 году. Однако в европейских и арабских хрониках это событие не упоминается:65—67.
Точно не известно, кто именно первым наблюдал Крабовидную туманность в телескоп, однако впервые такое наблюдение было задокументировано в 1731 году Джоном Бевисом (однако соответствующая карта звёздного неба была опубликована лишь в 1786 году). Туманность была независимо переоткрыта в 1758 году Шарлем Мессье во время наблюдения за яркой кометой C/1758 K1. Объект, описанный им как «беловатый свет, вытянутый, как пламя свечи, без звезд», Мессье сначала принял за новую комету или комету Галлея, новое появление в соответствии с расчётами Алекси Клеро, Жерома Лаланда и Николь-Рейн Лепот ожидалось в конце 1758 года в созвездии Тельца. Однако вскоре выяснилось, что объект не движется на фоне звёзд и является, таким образом, туманностью. Это открытие подвело Мессье к идее создания каталога туманностей, которые могли запутать охотников за кометами. Туманность была включена в каталог под номером 1 — Messier 1 или M 1.
Уильям Гершель наблюдал Крабовидную туманность несколько раз в период с 1783 по 1809 год, но неизвестно, открыл ли он её независимо от Мессье и Бевиса, или он был знаком с их работами. По результатам наблюдений он пришел к выводу, что туманность состоит из отдельных звезд. 
Название «Крабовидная туманность» связано с наблюдениями астронома Уильяма Парсонса, который, используя 24-дюймовый телескоп, в 1844 году сделал ее рисунок, на котором она была изображена с ответвлениями, похожими на клешни краба. Позже, в 1848 году, снова наблюдая туманность с помощью 72-дюймового телескопа, Парсонс отметил отсутствие какого-либо подобия ракообразному, однако данное им название туманности все же прижилось.
Истинная природа объекта была выяснена только в середине XX века, когда сочетание исторических исследований и наблюдений позволило отождествить Крабовидную туманность с наблюдавшейся в 1054 году китайскими астрономами вспыхнувшей «новой» звездой. Первым отметил близость этих объектов шведский астроном Кнут Лундмарк, который в серии публикаций 1921-1923 гг., рассматривающих пространственное расположение новых звёзд, отметил, что «новая» 1054 года наблюдалась «вблизи NGC 1952». Первые признаки того, что туманность не является статичной и в ней происходят видимые изменения, свидетельствующие о её небольших размерах, были обнаружены Карлом Лампландом, который опубликовал эти данные в 1921 году. В том же году Джон Чарльз Дункан, основываясь на наблюдениях Лампланда и сравнении фотографий туманности, сделанных на телескопе Маунт-Вилсон, продемонстрировал, что она расширилась на 1,54 угловых секунды за 11,5 лет (0,13 угловых секунд в год).
Хотя первые спектральные наблюдения Крабовидной туманности были осуществлены в 1913 году Весто Слайфером, лишь в 1937 году Николас Мейол измерил допплеровское смещение спектра туманности, что позволило определить скорость её расширения (1300 км/с) и расстояние до объекта (4900 световых лет). Это также позволило вычислить возраст туманности (около 800 лет), что дало новые основания отождествить её с объектом 1054 года. Окончательный вывод о связи сверхновой 1054 года и Крабовидной туманности был сделан в статье Мейола и Оорта, опубликованной в 1942 году.
Крабовидная туманность является одним из наиболее подробно исследованных астрономами объектов. Она является первым из обнаруженных источников космического радиоизлучения (1949) и рентгеновского излучения (1964).

## Физические характеристики

### Масса
Расчёт общей массы туманности имеет важное значение для оценки массы звезды-прародительницы сверхновой. Количество вещества, содержащееся в волокнах Крабовидной туманности (выброс масс ионизованного и нейтрального газа; в основном гелия), оценено в 4,6 ± 1,8 M☉.

### Излучение
Большая часть излучаемых туманностей фотонов связана с синхротронным излучением, испускаемым заряженными частицами, в основном электронами, движущимися по криволинейным траекториям в магнитном поле.
В видимом свете туманность имеет эллипсоидальный профиль с пересекающимися дугами и отростками, которые представляют собой материал, являющийся остатками внешних слоев звезды, вспыхнувшей как сверхновая. Наблюдаемые цвета обусловлены присутствием ионизированных атомов таких элементов, как водород, гелий, углерод, азот и кислород. Синий цвет ядра туманности связан с синхротронным излучением от низкоэнергетических электронов, указывающим на наличие обширных магнитных полей.
Ультрафиолетовое и рентгеновское излучение также является синхротронным, причем рентгеновское излучение концентрируется в центральных областях туманности. В рентгеновских лучах видно плотное центральное ядро, в котором можно выделить кольца и джетоподобные выступы, которые представляют собой материал, выброшенный нейтронной звездой. Кольца не являются статичными, их вид может изменяться на промежутке времени в несколько месяцев.
В гамма-диапазоне видно только центральное ядро, окружающее нейтронную звезду. Гамма-излучение связано с высокоэнергетическими электронами, движущимися почти со скоростью света. В гамма-лучах наблюдаются вспышки, длящиеся несколько дней, которые являются результатом внезапных изменений магнитного поля нейтронной звезды.
Инфракрасное излучение связано с синхротронным излучением от электронов с низкой энергией и тепловым излучением нагретой межзвёздной пыли. Излучение в радиодиапазоне объясняется синхротронным излучением от электронов с самой низкой энергией.

### Гелийсодержащий тор
Одной из многих составляющих (или аномалий) Крабовидной туманности является гелийсодержащий тор, который виден как полоса с востока на запад, пересекающая область пульсара. Тор составляет около 25 % от всего видимого выброса и содержит около 95 % гелия. Правдоподобного объяснения структуры тора пока ещё нет.

## Центральная звезда
В центре туманности находится пульсар PSR B0531+21, являющийся нейтронной звездой, оставшейся после взрыва сверхновой, его диаметр около 25 км. Пульсар был открыт в 1968 году; это было первое наблюдение, связывающее останки сверхновой и пульсары и послужившее основой для предположения, что пульсары являются нейтронными звёздами. Пульсар Краба вращается вокруг своей оси, совершая 30 оборотов в секунду.
Излучение пульсара также регистрируется в электромагнитном спектре, начиная от радиодиапазона и заканчивая γ-излучением.
- Крабовидная туманность. Это изображение получено путём совмещения данных оптического диапазона (красный) с телескопа Хаббл и рентгеновских изображений с телескопа Чандра (синий).
- Данные орбитальной обсерватории показывают неожиданные изменения в рентгеновском излучении Крабовидной туманности, вероятно связанные с окружающей средой вокруг центральной нейтронной звезды.
- Ферми (гамма-телескоп NASA) зафиксировал гамма-вспышки в Крабовидной туманности.

## Наблюдение
«Крабовидная туманность», в виде продолговатого диффузного пятна доступна для наблюдений в самые скромные любительские телескопы и даже бинокли. Различить структуру (волокна, клочковатость) можно лишь при наблюдениях в телескопы с апертурой от 350 мм, но и в этом случае её детализация далека от того, что обычно изображено на фотографиях.
Так называемые «дипскай»-фильтры (UHC, OIII, H-β) не помогают контрастировать изображение. Фильтры для борьбы с засветкой неба от городов (LPR и ему подобные) могут немного улучшить контраст «Крабовидной туманности» в пригородной зоне.

### Соседи по небу из каталога Мессье
- М 35 — (к востоку в созвездии Близнецов), рассеянное скопление;
- М 45 — «Плеяды» (к западу, также в созвездии Тельца);
- М 36, М 37, М 38 — (к северу, в созвездии Возничего) яркие рассеянные скопления;
- М 78, М 42, М 43 — (к югу, в созвездии Ориона) яркие диффузные туманности

### Калибровка
Крабовидная туманность долгое время использовалась для калибровки в рентгеновской и гамма-астрономии по причине яркости в рентгеновском и гамма-диапазонах, а также необычного для пульсаров постоянства плотности потока энергии туманности. В связи с этим в рентгеновской и гамма-астрономии даже получили распространение единицы измерения плотности потока «Crab» и «milliCrab».
Однако в настоящее время статус калибровочного источника Крабовидной туманностью утрачен. Это произошло почти одновременно в обоих диапазонах: в рентгеновской астрономии сразу несколькими телескопами зарегистрировано сильное падение интенсивности (около 7 % за срок менее 3 лет), а в гамма-астрономии, напротив, зарегистрированы сильные вспышки. Первая вспышка была зарегистрирована в сентябре 2010 года.
Новые данные потребовали пересмотра моделей источника и механизмов ускорения частиц в нём.
Строго периодичный сигнал, излучаемый пульсаром, используется для проверки временны́х интервалов в рентгеновских детекторах.
| M 1 в рукаве Персея Гал.долгота 184,55° Гал.широта −5.79° Расстояние 6500 ± 1600 св. лет |